# لوون چهارم، شاه ارمنستان
لوون چهارم، شاه ارمنستان (ارمنی: Լեւոն Դ؛ زاده ۱۳۰۹ – درگذشته ۲۸ اوت ۱۳۴۱)، آخرین شاه ارمنی کیلیکیه از خاندان هتومی بود که از سال ۱۳۲۰ تا زمان مرگش، ۱۳۴۱ میلادی، حکم راند. او فرزند اوشین ارمنستان و ایزابل کوریکوس بود که پس از مرگ پدرش به تخت سلطنت نشست. نام او گاهی به‌عنوان لئو یا لوون نوشته می‌شود.
او حکومت بر اقلیت خود را به نائب‌السطنه خود اوشین کوریکوس واگذار کرد. زمان زمامداری او به شدت مورد تهاجم و آزار وا ذیت مملوک و مغول قرار گرفت. در سال ۱۳۲۰، سلطان ناصر محمد ابن کلوون، مصری سرزمین لئو را تسخیر کرد و کلیسای مسیحی ارمنی کیلیکیه را ویران نمود. در نامه ای که در تاریخ ۱ ژوئیه ۱۳۲۲ توسط آوینیون، پاپ یوحنا ۲۲به ابو سعید بهادر خان حاکم مغول فرستاده شد، از اتحاد نیاکان با مسیحیان یاد کرد و از او خواست تا در حفظ کلیسای کلیکیه مداخله کند. در عین حال وی از تسلیم شدن خود به اسلام به نفع مسیحیت حمایت کرد. نیروهای مغول به کلیکیه فرستاده شدند، اما با توافق یک آتش‌بس ۱۵ ساله بین کنستانتین و ایلخان ارمنستان و مملوک سلطان مصر برقرار شد.
اوشین نائب‌السلطنه، با نامادری‌اش، جوآن ترانتو، ازدواج کرد و لئو مجبور شد با دختر آلیس اوشین ابه عنوان همسر اول خود، مارگارت دوبلین، در ۱۰اوت ۱۳۲۱ازدواج کند. اوشین تعدادی از اعضای خانواده سلطنتی را به قتل رساند تا قدرت خود را تثبیت کند، که واکنش لئو پس از اینکه اکثریت را به دست آورد در سال ۱۳۲۹ بسیار خشونت‌آمیز بود. لئو دستور داد اوشین، برادرش کنستانتین، حافظ ارمنستان و ارباب لامپون و همچنین همسر لئو آلیس، را بکشند، سپس او سر اوشین را برای ایلخان مغول فرستان و سر کنستانتین را برای النصر محمد فرستاده.
لئو به شدت طرفدار غرب بود و از اتحادیه کلیساهای ارمنی و رومی حمایت می‌کرد، او به شدت از بارون‌های بومی ابراز نارضایتی داشت. دومین ازدواج او در ۲۹ دسامبر سال ۱۳۳۱با کنستانس، دختر فردریک سوم سیسیل و الینور آنجو و بیوه هنری دوم قبرس بود، که این ازدواج باعث تحریک احساسات ضد غرب شد.
در سال ۱۳۳۷، النصر محمد دوباره به سرزمین لئو حمله کرد و شهر ایاس را گرفت و لئو مجبور شد این آتش‌بس تحقیرکننده را بپذیرد، قلمرو را تسلیم کرد و غرامت زیادی پرداخت و قول داد تا هیچ ارتباطی با غرب نداشته باشد. او آخرین سال‌های حکومت خود را در ارگ در سیس، با امید به دریافت کمک‌های غربی، سپری کرد. در ۲۸ اوت سال ۱۳۴۱توسط بارون‌های خود به قتل رسید. تنها پسر او که از آلیس داشت، هتوم قبل از سال ۱۳۳۱درگذشت. در نتیجه بارون‌ها پسر عموی او کنستانتین دوم را برای سلطنت انتخاب کردند تا فرمانروایی کند.